# Dagmar Císařová
Dagmar Císařová (* 25. srpna 1932 Olomouc) je česká právnička, profesorka trestního práva.

## Život
Narodila se v Olomouci, ale mládí prožila ve Vyškově. Otec byl advokát a matka učitelka. Za protektorátu se celá rodina musela přestěhovat do Hradce Králové, kde taky v roce 1951 odmaturovala a poté začala v Praze studovat Právnickou fakultu UK. Absolvovala roku 1955 a jeden rok byla koncipientkou v brněnské advokátní poradně. Pak se vrátila na pražskou právnickou fakultu, kde postupně působila jako asistentka (1956–1959), odborná asistentka (1959–1976), docentka (1976–1986) a profesorka (od 1986). Také vyučuje trestní právo např. na Policejní akademii ČR v rámci doktorského studia (PhD) v oboru Bezpečnostní management a kriminalistika. V roce 1965 se s prací Obhájce v československém trestním řízení stala kandidátkou věd a roku 1986 na základě práce Teoretické otázky československého trestního procesu získala nejvyšší vědeckou hodnost doktorky věd. Nepodílela se ale jen na vzdělávání českých právníků, o trestním právu přednášela na řadě konferencí, byla členkou různých vědeckých i redakčních rad a účastnila se prací mnoha odborných grémií a komisí. V roce 2007 byla v oboru trestního práva oceněna titulem Právník roku. V letech 2015-2019 byla předsedkyní komise pro rekodifikaci českého trestního řádu.